# Алдатов, Ибрагим Эрикович
Ибраги́м Э́рикович Алда́тов (укр. Ібрагім Ерікович Алдатов, осет. Ӕлдаттаты Эрикы фырт Ибрагим; род. 4 ноября 1983, Брут, Северо-Осетинская АССР) — украинский борец вольного стиля осетинского происхождения, двукратный чемпион мира (2006 и 2013), двукратный серебряный призёр чемпионатов мира (2007 и 2011), бронзовый призёр чемпионата мира (2009), серебряный призёр чемпионата Европы (2009), бронзовый призёр чемпионата Европы (2013) и Украины. Заслуженный мастер спорта по вольной борьбе.

## Биография
Родился 4 ноября 1983 года в селении Брут Северо-Осетинской АССР. С 1996 года начал заниматься вольной борьбой и в 1999 году переехал во Владикавказ. Первым его тренером был Артур Базаев. В 1999 году стал чемпионом Северной Осетии, после чего стал выступать за сборную Северной Осетии. В 2006 году переехал на Украину. В этом же году на чемпионате мира в Гуанчжоу становится победителем и получает звание «Заслуженного мастера спорта Украины», а также по решению FILA становится лучшим борцом мира. Становится победителем международного турнира имени Али Алиева и чемпионом Украины. В 2007 году становится серебряным призёром чемпионата мира в Баку. В 2008 году становится чемпионом Украины и выступает на летних Олимпийских играх в Афинах, но неудачно. В этом же году переходит из весовой категории 74 кг в 84 кг. В 2009 году становится бронзовым призёром чемпионата мира в Хернинге, серебряным призёром чемпионата Европы в Вильнюсе, чемпионом Украины в Полтаве и победителем Киевского турнира. В 2010 году стал чемпионом Украины.
Студент Межрегиональной академии управления персоналом Украины.
Женат, живёт в Киеве.

## Спортивные достижения
- Чемпион мира в Гуанчжоу (2006)
- Победитель международного турнира в Киеве (2004)
- Победитель международного турнира имени Али Алиева в Махачкале (2006)[2]
- Многократный чемпион Украины
- Победитель Киевского турнира (2009)[3](2016)